# M3GAN
M3GAN (uitgesproken als Megan) is een Amerikaanse sciencefiction-horrorfilm uit 2022 onder regie van Gerard Johnstone. De film werd genomineerd voor onder meer een People's Choice Award voor dramafilm van het jaar.

## Verhaal
De ouders van de achtjarige Cady komen om tijdens een auto-ongeluk. Het meisje gaat daarop bij haar tante Gemma wonen, die met robotica werkt voor een speelgoedfabrikant. Gemma wordt door haar baas David onder druk gezet om snel een betaalbaar stuk speelgoed voor jonge kinderen te ontwerpen, maar gebruikt de faciliteiten van het bedrijf ook voor de ontwikkeling van een pop genaamd M3gan (Model 3 Generative Android), die door middel van kunstmatige intelligentie steeds meer leert.
Tijdens een demonstratie van de interactie tussen M3gan en Cady raakt David ervan overtuigd dat de pop een commercieel succes kan worden. M3gan gaat zich alleen hoe langer hoe beschermender opstellen ten opzichte van Cady. Het meisje raakt op haar beurt te gehecht aan de pop.

## Rolverdeling
| Acteur                  | Personage    |
| ----------------------- | ------------ |
| Allison Williams        | Gemma        |
| Violet McGraw           | Cady         |
| Amie Donald             | M3gan        |
| Jenna Davis             | M3gan (stem) |
| Ronny Chieng            | David        |
| Brian Jordan Alvarez    | Cole         |
| Jen Van Epps            | Tess         |
| Stephane Garneau-Monten | Kurt         |
| Amy Usherwood           | Lydia        |

## Release en ontvangst
M3GAN ging op 7 december 2022 in première in Los Angeles en Universal Pictures bracht de film op 6 januari 2023 uit in de Verenigde Staten. De film bracht wereldwijd meer dan 180 miljoen dollar op bij een budget van 12 miljoen dollar en kreeg positieve recensies van de filmcritici, die de mix van horror en humor prezen. De film kreeg een score van 93% op Rotten Tomatoes, gebaseerd op 318 beoordelingen.